# Bratřejov

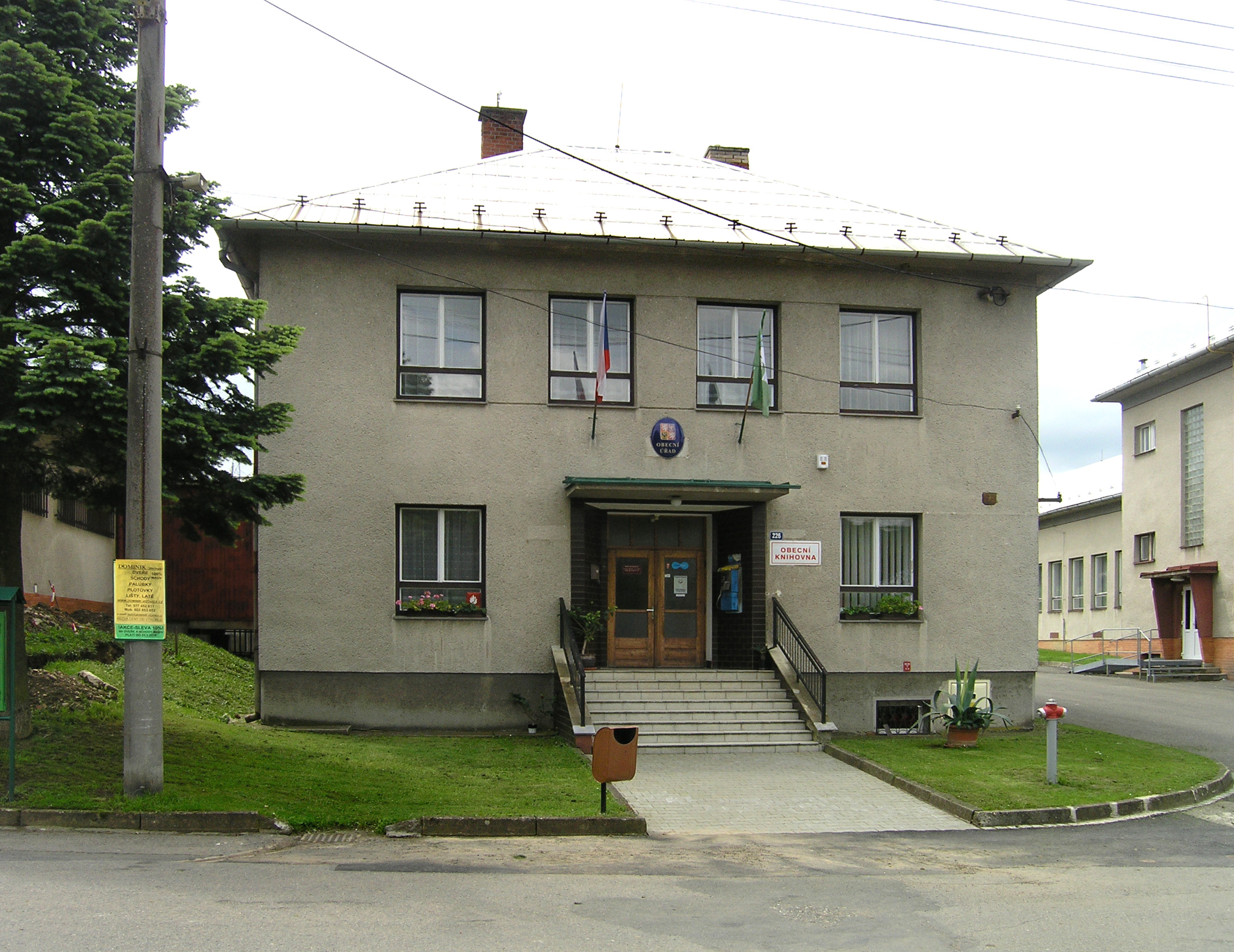
Gemeindeamt

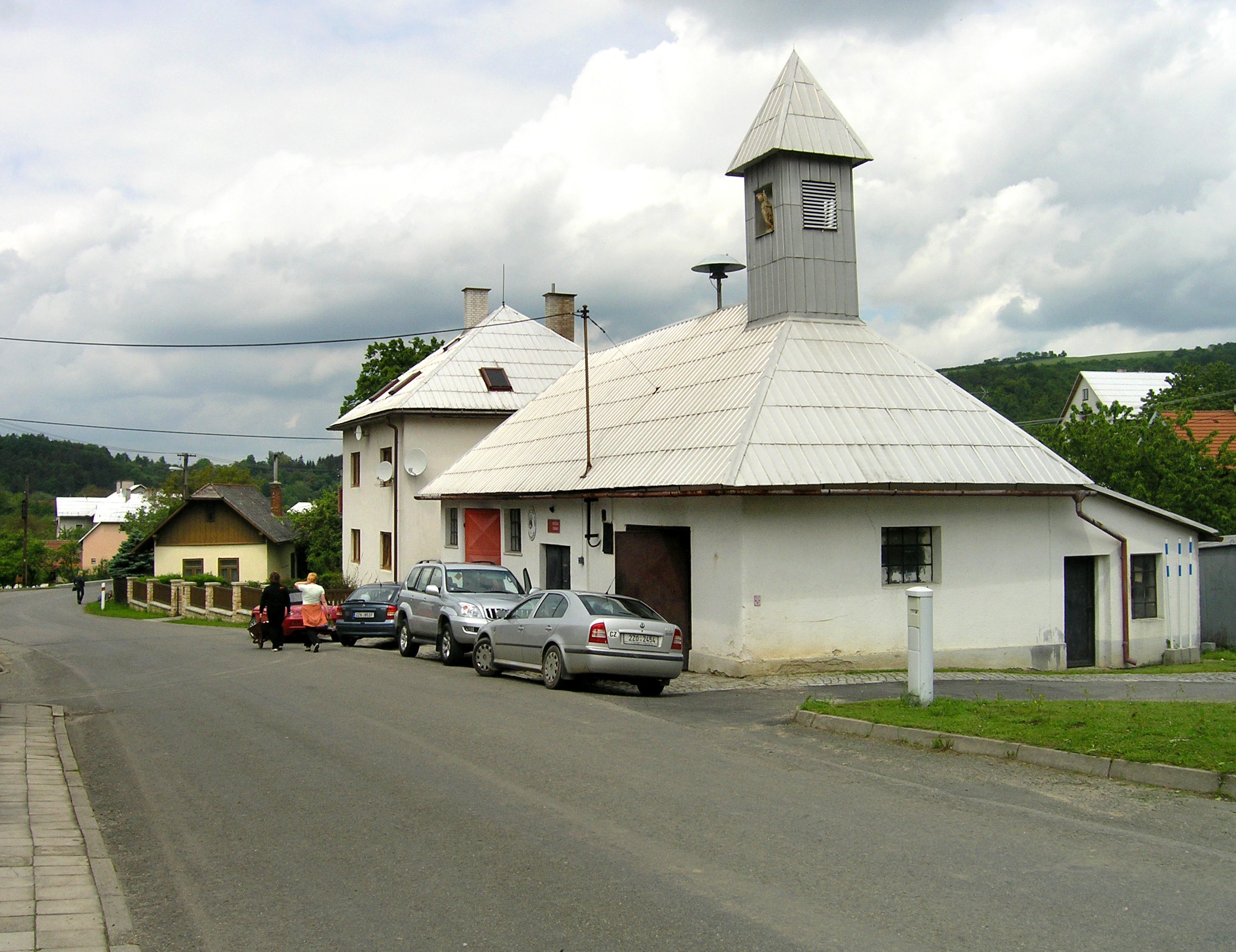
Spritzenhaus

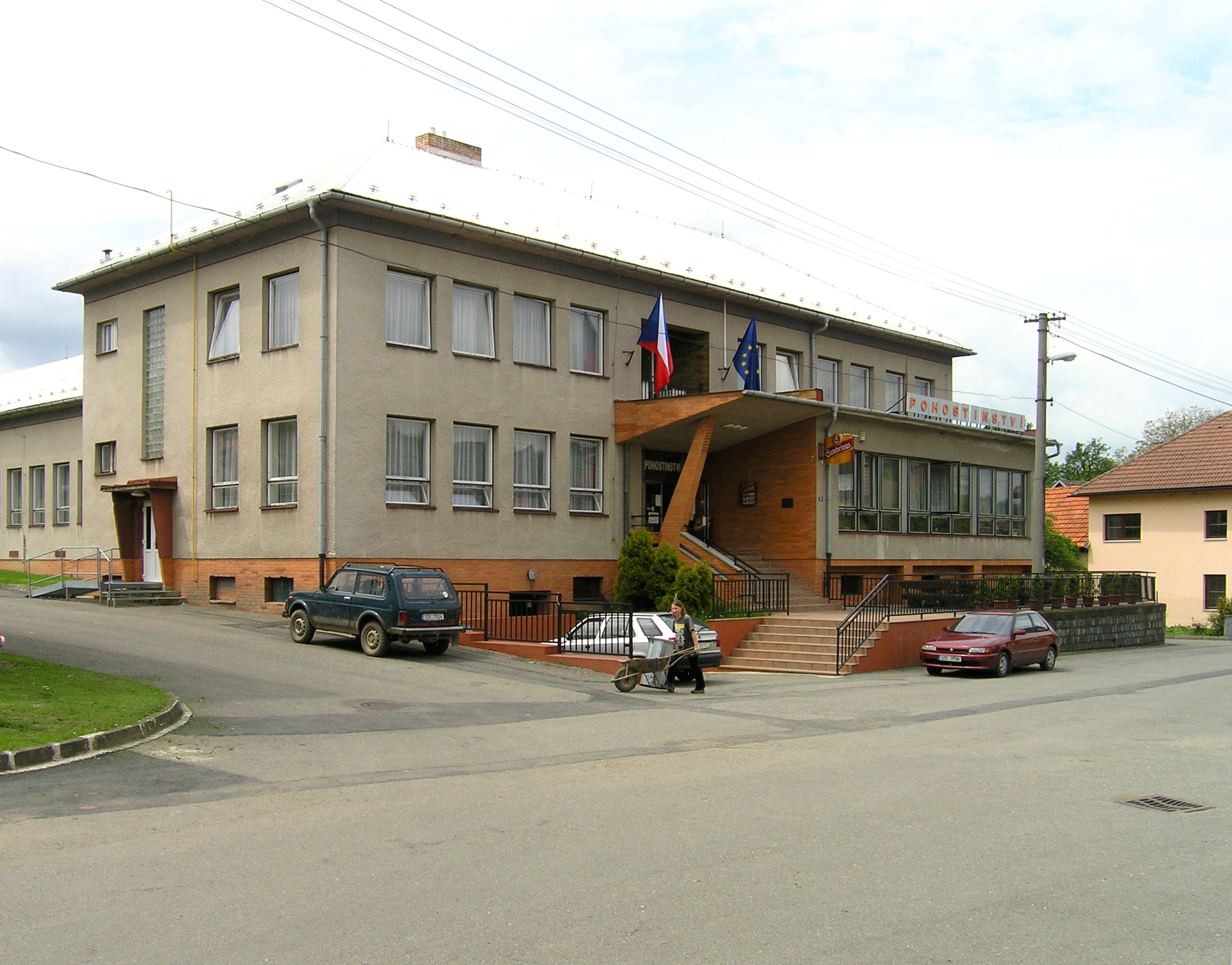
Gasthaus

Bratřejov (deutsch Bratrejow) ist eine Gemeinde in der Mährischen Walachei in Tschechien. Sie liegt fünf Kilometer östlich von Vizovice und gehört zum Okres Zlín.

## Geographie
Bratřejov erstreckt sich am nördlichen Fuße des Hauptkammes des Wisowitzer Berglandes im Tal eines linken Zuflusses der Bratřejovka. Nördlich erheben sich der Na Háji (446 m) und die Tanečnice (601 m), im Osten der Svéradov (737 m), südöstlich der Klášťov (753 m), im Süden die Rovně (708 m) und der Suchý vrch (693 m), südwestlich die Papradná (603 m) und der Vrch dráhy (416 m). Im nördlichen Teil des Dorfes verläuft entlang der Bratřejovka die Staatsstraße I/49 zwischen Valašská Polanka und Vizovice.
Nachbarorte sind Spadalina, Pržnice und Závratě im Norden, Dolina, Prlov und Pozděchov im Nordosten, Na Mezných, Rudovňa, Hradiště, U Žižků und Vařákovy Paseky im Osten, Podhoří, Sochorák, Ploština, Lačnov, Tichov und Drnovice im Südosten, Vysoké Pole, Bojatín, Újezd und Loučka im Süden, Na Chrámečném und Lhotsko im Südwesten, Za Hájem und Vizovice im Westen sowie Kamenec und Ublo im Nordwesten.

## Geschichte
Die erste schriftliche Erwähnung des zum Kloster Smilheim gehörigen Dorfes Bratřejov erfolgte im Jahre 1468. Der Ortsname leitet sich von Bratřej, einer Kurzform von Bratroslav, ab. Nach dem Untergang des Klosters erhielt Zigmund Kuna von Kunstadt, ein Nachfahre des Klostergründers, den klösterlichen Besitz zwecks einer Erneuerung des Klosters, die jedoch nie erfolgte. Besitzer der Herrschaft Vizovice war nach den Herren von Kunstadt u. a. ab 1549 Wenzel von Boskowitz. Nachdem Zdeněk Kavka von Říčany 1567 Bratřejov erworben hatte, beschnitt dieser die Rechte seiner Untertanen. Nach Petitionen, die bis zum Kaiser gingen, gestattete Zdeněk Kavka den Bewohnern von Bratřejov 1573 wieder die Hutung auf den Wiesen, Feldern, Wäldern und Schlägen mit Ausnahme des Waldes Chlášťov. Im Jahre 1578 wurde das Dorf als Bratiegow bezeichnet. 1585 bestand der Ort aus 32 Anwesen, darunter drei Mühlen, das Schulzengut, sowie fünf Halbhüfnern, 13 Viertelhüfnern und zehn Podsedeken. Zu Beginn des 17. Jahrhunderts wurde die Gegend von den siebenbürgischen Aufständischen unter Stephan Bocskai heimgesucht. Beim Einfall des Söldnerheeres von Gábor Bethlen wurde Bratřejov 1623 zu großen Teilen niedergebrannt. Während des Dreißigjährigen Krieges beteiligten sich Bewohner des Dorfes am Walachischen Aufstand. Nach dessen Niederschlagung erfolgte im Februar 1644 in Vsetín eine Massenhinrichtung von etwa 200 Aufständischen, darunter fanden sich auch sieben Bauern aus Bratřejov. 1663 überfielen die Türken das Dorf, sie brannten sieben Häuser nieder und ermordeten 50 Bewohner. Ab 1670 wurde der Ortsname Bratržegow verwendet. 1673 wurde der herrschaftliche Hof errichtet. Während der Kuruzeneinfälle zu Beginn des 18. Jahrhunderts verbargen sich die Bewohner in den Wäldern. Aus dem Jahre 1718 ist der Ortsname als Bratržegow und von 1720 als Bratrzeow überliefert. 1755 sind im Urbar der Herrschaft Vizovice für Bratrzeow 13 Bauern, sieben große Podsedeken, neun Kleinpodsedeken und 22 Kötter aufgeführt. Im Jahre 1777 bekannte sich etwa die Hälfte der Einwohner zum Protestantismus und Abgesandte forderten in Hradisch die Religionsfreiheit ein. 1790 bestand Bratřejov aus 79 Häusern und hatte 481 Einwohner. Der langandauernde Streit zwischen Vizovice, Ublo und Bratřejov um den Wald Ubelská chrasť wurde 1799 mit dessen Aufteilung unter den drei Orten beigelegt. Im Jahre 1846 lebten in den 101 Häusern von Bratřejov 546 Menschen. 1847 brach eine Typhusepidemie aus. Bis zur Mitte des 19. Jahrhunderts blieb das Dorf immer zur Herrschaft Wisowitz untertänig.
Nach der Aufhebung der Patrimonialherrschaften bildete Bratřejov/Bratrejow ab 1850 eine Gemeinde in der Bezirkshauptmannschaft Uherský Brod. Ab 1855 gehörte die Gemeinde zum Bezirk Vizovice und ab 1868 zum Bezirk Holešov. Die Bevölkerung bestand etwa je zur Hälfte aus Katholiken und Protestanten. 1935 wurde Bratřejov dem Bezirk Zlín zugeordnet. Seit den 1930er Jahren bestehen Pläne zur Herstellung einer Bahnverbindung Vizovice – Bratřejov – Horní Lideč. 1949 erfolgte nördlich von Bratřejov der Dammbau für den Abschnitt zwischen Vizovice und Valašská Polanka, der jedoch nie fertiggestellt worden ist. Ab 1949 gehörte Bratřejov zum Okres Gottwaldov-okolí und ab 1960 wieder zum Okres Gottwaldov, der 1990 wieder den Namen Okres Zlín erhielt. Evangelischer Pfarrort ist Pozděchov.

## Ortsgliederung
Für die Gemeinde Bratřejov sind keine Ortsteile ausgewiesen. Zu Bratřejov gehört die Ansiedlung Na Chrámečném.

## Sehenswürdigkeiten

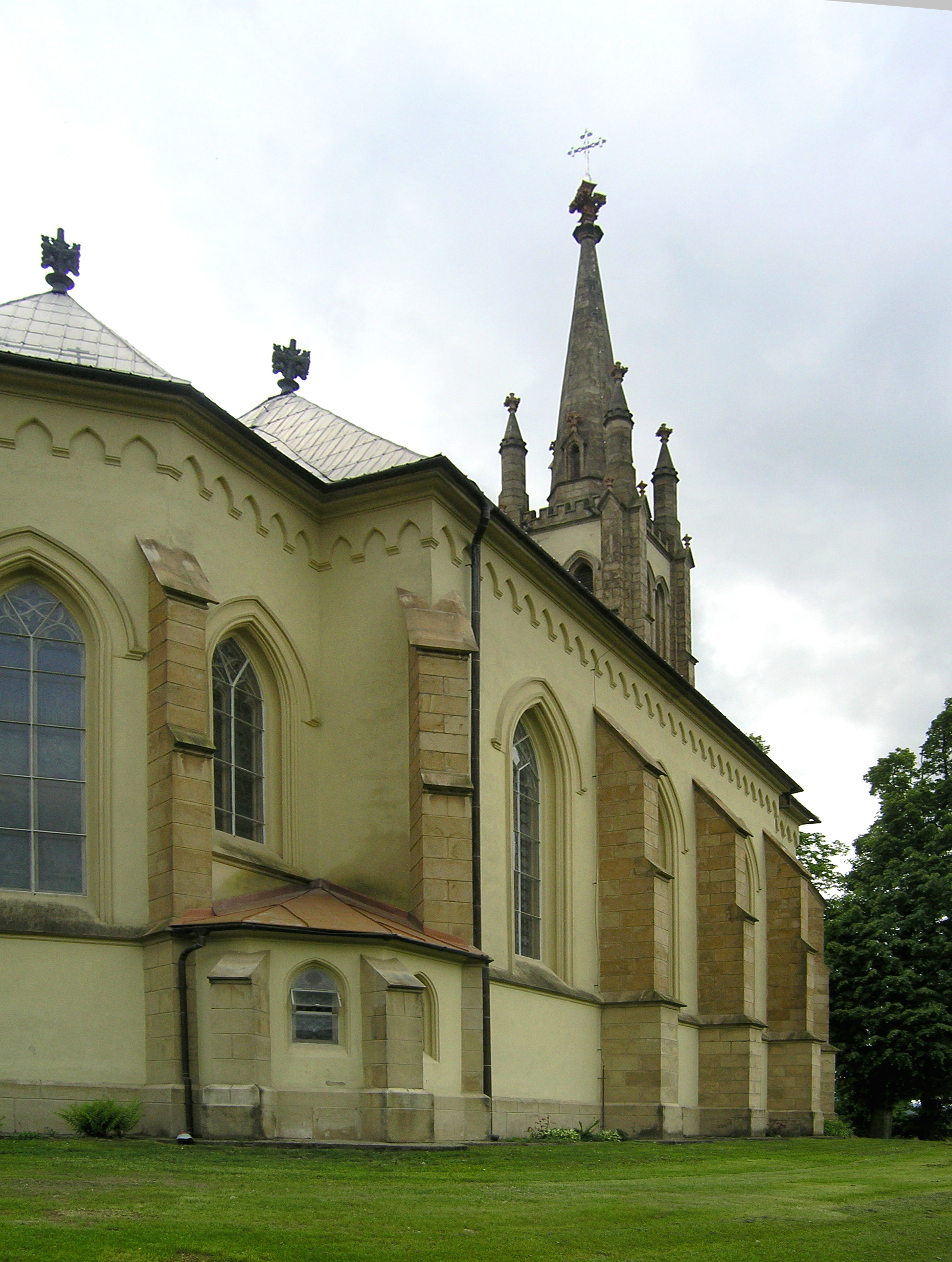
Katholische Kirche des hl. Kyrill und Method

- Neogotische Pfarrkirche des hl. Kyrill und Method, erbaut 1871–1890 nach Plänen des Vsetíner Architekten Michal Urbánek. Die Bleiglasfenster im Presbyterium schuf Carl Geyling. Die Wandgemälde und Hauptaltarbild mit Szenen aus dem Leben der beiden Slawenapostel stammen von Rudolf Geyling. Die Weihe erfolgte am 22. Oktober 1890 durch den Brünner Bischof Franziskus von Sales Bauer. Im Jahre 1901 erhielt die Kirche eine zweimanualige Orgel mit 13 Registern, die der Prager Orgelbauer Emanuel Štepán Petr fertigte. Die Kirche wurde 1985 renoviert.
- Schwefelhaltige Quellen, am Rande des Oberdorfes
- Klášťov, höchster Berg der Vizovická vrchovina, mit Burgstall